# جکی یانگ
جکی یانگ (انگلیسی: Jackie Young؛ زادهٔ ۱۶ سپتامبر ۱۹۹۷) بازیکن بسکتبال زن اهل ایالات متحده آمریکا است.
وی در مسابقات کشوری و بین‌المللی در مجموع برندهٔ ۱ مدال طلا شده‌است.